# Gaspar Felípez de Guzmán

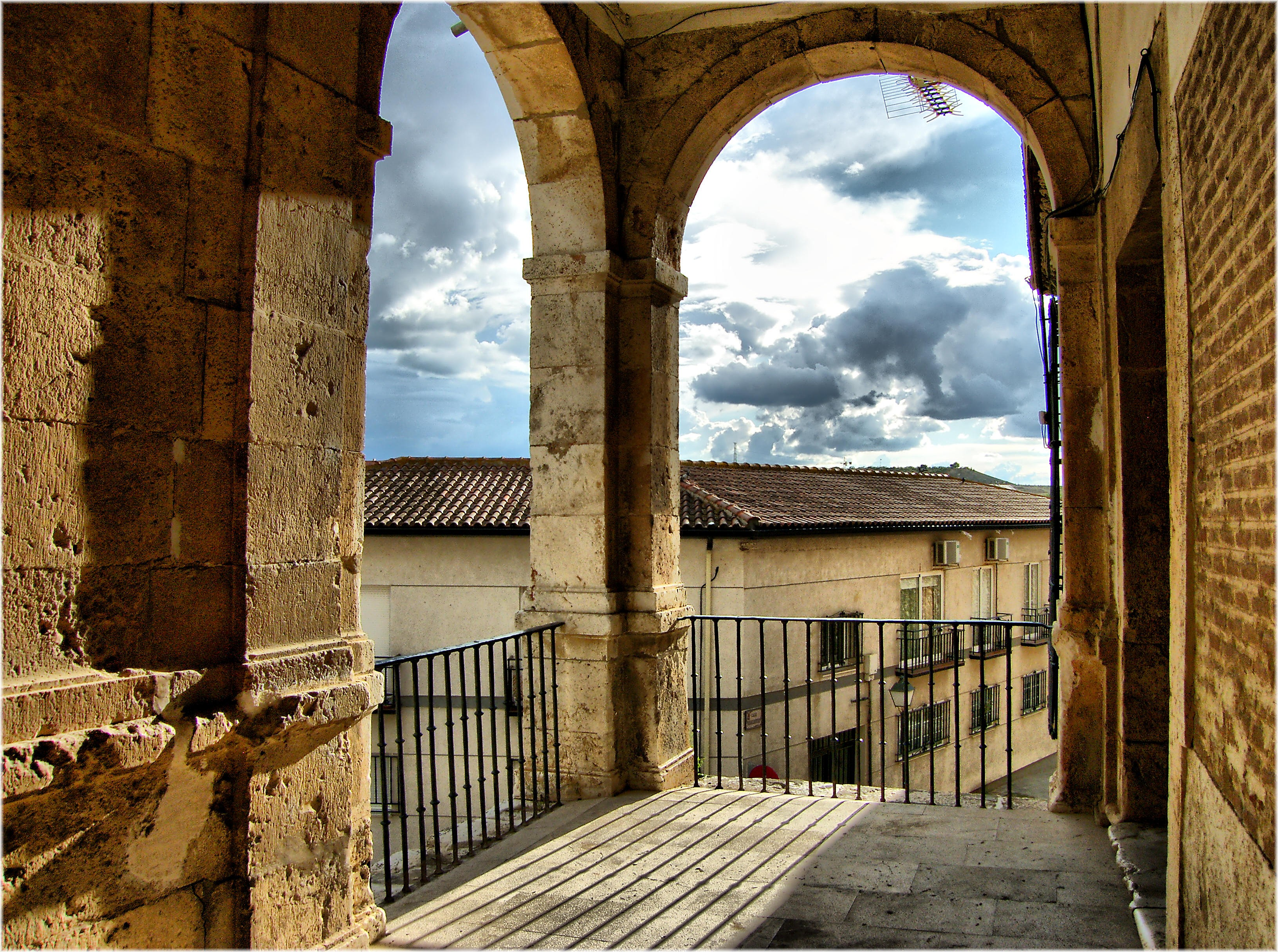
Vista de Loeches desde el atrio del convento fundado por su abuelo el conde-duque de Olivares, en donde vivió Gaspar.

Gaspar Felipe de Guzmán (1646-23 de febrero de 1648) fue un noble español conocido por ser el nieto y heredero del conde-duque de Olivares, valido de Felipe IV.

## Biografía
Fue el hijo único de Enrique Felípez de Guzmán, II duque de Sanlúcar la Mayor y de su esposa Juana de Velasco. Su padre era hijo legitimado de Gaspar de Guzmán, conde-duque de Olivares que hasta 1643 fue valido de Felipe IV. La muerte de su abuelo en 1645 había convertido a su padre en sucesor de los títulos y señoríos de este, siendo II duque de Sanlúcar la Mayor y II conde de Aznalcóllar, además de continuar siendo I marqués de Mairena. 
La elección de su nombre se ajustaba a la alternancia entre los de Enrique y Gaspar, según había dispuesto su abuelo Gaspar para perpetuar la de su padre, Enrique de Guzmán, II conde de Olivares. 
Su padre moriría el 13 de junio de 1646, dejando como heredero a Gaspar.
A pesar de su corta edad se concertó su matrimonio con Francisca de Zúñiga y Fonseca, hija segunda de Inés de Zúñiga, II marquesa de Tarazona. 
Gaspar Felipe de Guzmán murió el 23 de febrero de 1648, precisamente el mismo día en que falleció Francisca de Zúñiga y Fonseca. Con el fallecimiento de Gaspar se iniciaron una serie de pleitos por la sucesión en los señoríos del conde-duque de Olivares.